# 2-Метил-MDA
2-Метил-3,4-метилендиоксиамфетамин (2-метил-МДА) является энтактогеном и психоделическим наркотиком класса амфетаминов. Он действует как селективный агент высвобождения серотонина (SSRA) со значениями IC50 93 нМ, 12 000 нМ и 1 937 нМ для оттока серотонина, дофамина и норадреналина. 2-Метил-МДА более активен, чем MDA и 5-метил-MDA. Однако он немного более селективен для высвобождения серотонина по сравнению с дофамином и норадреналином по сравнению с 5-метил-MDA.